# Torneo di Wimbledon 1991
Il Torneo di Wimbledon 1991 è stata la 105ª edizione del Torneo di Wimbledon e terza prova stagionale dello Slam per il 1991.
Si è giocato sui campi in erba dell'All England Lawn Tennis and Croquet Club di Wimbledon a Londra in Gran Bretagna 
dal 24 giugno al 7 luglio 1991. Il torneo ha visto vincitore nel singolare maschile il tedesco Michael Stich 
che ha sconfitto in finale in 3 set il connazionale Boris Becker col punteggio di 6–4, 7–6(4), 6–4.
Nel singolare femminile si è imposta la tedesca Steffi Graf che ha battuto in finale in 3 set l'argentina Gabriela Sabatini. 
Nel doppio maschile hanno trionfato John Fitzgerald e Anders Järryd, 
il doppio femminile è stato vinto dalla coppia formata da Larisa Neiland e Nataša Zvereva e 
nel doppio misto hanno vinto John Fitzgerald con Elizabeth Smylie.

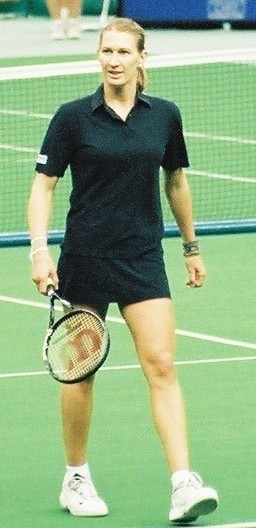
Steffi Graf vincitrice del singolare femminile

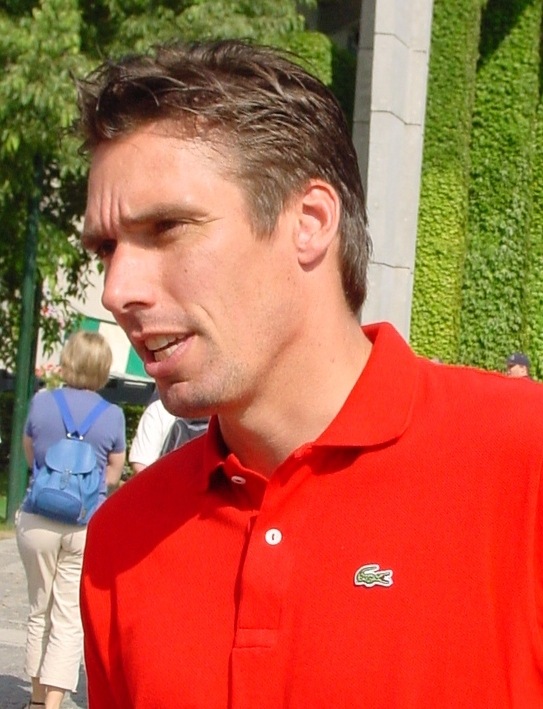
Michael Stich vincitore per la 1ª volta a Wimbledon

## Risultati

### Singolare maschile
Michael Stich ha battuto in finale  Boris Becker col punteggio di 6–4, 7–6(4), 6–4

### Singolare femminile
Steffi Graf ha battuto in finale  Gabriela Sabatini col punteggio di 6–4, 3–6, 8–6

### Doppio maschile
John Fitzgerald /  Anders Järryd hanno battuto in finale  Javier Frana /  Leonardo Lavalle col punteggio di 6–3, 6–4, 6(7)–7, 6–1

### Doppio femminile
Larisa Neiland /  Nataša Zvereva hanno battuto in finale  Gigi Fernández /  Jana Novotná col punteggio di 6–4, 3–6, 8–6

### Doppio misto
John Fitzgerald /  Elizabeth Smylie hanno battuto in finale  Jim Pugh /  Nataša Zvereva col punteggio di 7–6(4), 6–2

## Junior

### Singolare ragazzi
Thomas Enqvist ha battuto in finale  Michael Joyce col punteggio di 6–4, 6–3

### Singolare ragazze
Barbara Rittner ha battuto in finale  Elena Makarova col punteggio di 6(6)–7, 6–2, 6–3

### Doppio ragazzi
Karim Alami /  Greg Rusedski hanno battuto in finale  John-Laffnie de Jager /  Andrij Medvedjev col punteggio di 1–6, 7–6(4), 6–4

### Doppio ragazze
Catherine Barclay /  Limor Zaltz hanno battuto in finale  Joanne Limmer /  Angie Woolcock col punteggio di 6–4, 6–4